# Экономика Хорватии
Экономика Хорватии — развитая экономика страны-члена Евросоюза и 82-я экономика мира по объёму ВВП по ППС (по состоянию на 2022 год).
В рамках единой Республики Югославия по уровню развития промышленности и по выпуску продукции на душу населения Хорватия занимала второе после Словении место. Экономика Хорватии базировалась на добыче полезных ископаемых (бокситы, нефть, уголь), на морских перевозках и на туристической индустрии. Образование независимой Республики Хорватии и последующая за этим гражданская война 90-х годов прошлого столетия спровоцировали резкое снижение уровня экономического развития и гиперинфляцию. До 1996 года экономику страны можно рассматривать как экономику военного времени — 40 % госрасходов направлялось на оборону страны. Лишь после этого года, когда экономический спад достиг 46 %, наметился все возрастающий экономический подъём.

## Общая характеристика
Перед распадом Югославии в 1991 году Хорватия была второй по успешности и по развитию экономики после Словении, а потребление продукции на душу населения было даже на одну треть больше, чем в остальной Югославии.
Предприятия, несмотря на государственный контроль, могли спокойно принимать самостоятельные решения в деловой политике, в том числе и инвестиционной, а конкуренция с другими предприятиями даже поощрялась.
В 1993 году после войны Хорватия начала медленное восстановление экономики. В январе 1993 года страна вступила в Международный валютный фонд (МВФ), а в апреле стала членом Международного Банка Реконструкции и Развития. Причастность Хорватии к Боснийской войне (1992—1995) осложняла её отношения со Всемирным банком, но они с тех пор несколько улучшились. К концу 1993 года правительство передало большую часть компаний в частную собственность.
Восстановление судостроительной промышленности в Хорватии стало одним из захватывающих успехов переходного экономического периода, где рост продукции достиг более 20 % в первой половине 1998 года, делая страну одним из ведущих судостроителей Европы. Восстановление сельского хозяйства было менее внушительно, в 1997 году был достигнут только 61 % от уровня периода с 1989 по 1991 год.
В связи с тем, что Хорватия имеет небольшие нефтяные и газовые залежи, страна сильно зависит от импорта топлива. Хорватия имеет 11 гидроэлектрических сооружений и 8 тепловых электростанций. Производство электричества в настоящее время растёт намного медленней, чем ВВП.
В настоящее время основными отраслями Хорватии являются сельское хозяйство, производство пищевых продуктов, ткани, древесины, обработка металлов, химическая и нефтяная промышленности, судостроение и туризм.
Хорватия надеется, что её присоединение к Североатлантическому альянсу НАТО приведёт к экономическому рывку, привлечёт в страну иностранных инвесторов и позволит существенно увеличить объём экспорта. (На саммите НАТО в Бухаресте в апреле 2008 г. было принято решение о принятии Хорватии в НАТО) «От членства в НАТО мы в дополнение к зонтику безопасности ожидаем ряд положительных экономических эффектов», — сказал вице-премьер страны Дамир Поланчец. Страна стала членом НАТО в 2009 году.
Прямые зарубежные инвестиции в экономику Хорватии с момента провозглашения независимости в 1991 году достигли 17,6 млрд евро ($27,95 млрд), но, в основном, это происходило в виде слияний и поглощений в прибыльных сферах: банковской, нефтяной, телекоммуникаций. Из-за войны за независимость и националистической политики 90-х Хорватия потеряла первую основную волну зарубежных инвестиций, накрывшую страны Восточной Европы.
В настоящее время основой экономики является сфера услуг, вклад в ВВП которой составляет 67 %. В 2007 году ВВП составил 275,5 млрд хорватских кун или чуть больше 12,400 млрд долларов США, что выше, чем в таких странах ЕС, как Румыния, Латвия, Литва и Польша. По паритету покупательной способности (ППС) ВВП Хорватии составляет примерно 16 400 долл. США или 54,2 % среднего по ЕС в 2007 году.

### Валюта и банки
До 1 января 2023 года национальной валютой Хорватии являлась хорватская куна. Начиная с её введения в 1994 году, куна была относительно устойчивой к доллару. С 1 января 2023 года Хорватия присоединилась к Еврозоне (одновременно с присоединением к зоне Шенгенского соглашения), став 20-й страной, перешедшей на единую валюту евро.

## Сельское хозяйство, рыболовство, лесоводство и пищевая промышленность
Из общего количества 3,18 миллионов гектаров сельскохозяйственной земли, 63,5 % заняты под сельское хозяйство, остальная земля — пастбища. 80,4 % земли под сельское хозяйство являются частными угодьями, что достаточно сильно влияет на экономику Хорватии.
В Хорватии производятся некоторые всемирно известные продукты пищевой промышленности — «slavonski kulen» (известная славонская салями), «dalmatinski pršut» (далматинская копченая ветчина), «istarski pršut» (истрианская продымленная ветчина) и «paški sir» (сыр с острова Паг).
В Хорватии насчитывается 18 фабрик для переработки рыбы. Разведение рыбы и моллюсков становится все более и более важным. В 1998 году продукция из пресноводной рыбы составила приблизительно 5800 тонн, а из морской — приблизительно 1500 тонн.
Производство продовольствия, напитков и табака приносит 20,6 % всего хорватского валового внутреннего продукта.

## Транспорт
Протяжённость автомобильных дорог в Хорватии 2941 км. Из них 1313,8 км - автомагистрали (autocesta). Хорватия в 2018 году заняла 19-е место в мире по качеству дорог в рейтинге Индекса глобальной конкурентоспособности, ежегодно составляемом экспертами Всемирного экономического форума. Самое высокое место среди всех посткоммунистических стран мира.

## Энергетика
Суммарные запасы доказанных энергоносителей Хорватии оцениваются в размере 0,05 млрд тут (в угольном эквиваленте), в том числе 29,7 % - сырая нефть, 64,1 % - природный газ и 6,2 % - уголь. Энергетическая зависимость страны от импорта энергоносителей  характеризуется в соответствии с данными Eurosta следующими кривыми

EES EAEC. Энергетическая зависимость Хорватии, 1990 -2019, проценты

Специфика топливно-энергетического баланса страны за 2019 год иллюстрируется данными нижеследующей таблицы.   Производство первичной энергии около 44,0 млн тонн toe (в нефтяном эквиваленте), в том числе:  природный газ - 14,7 млн toe или  33,5%; сырая нефть и нефтепродукты - 7,1 млн toe или  16,1%; возобновляемые источники и биотопливо  - 22,1 млн toe или 50,2% и невозобновляемые отходы около 0,1 млн toe или 0,3%/
| Отдельные статьи ТЭБ Хорватии за 2019 год, тыс. тонн нефтяного эквивалента |                                |         |        |                |                                     |                  |           |                |
| Энергоносители                                                             | Производство первичной энергии | Экспорт | Импорт | Общая поставка | Конечное энергетическое потребление | Промыш- ленность | Транспорт | Другие сектора |
| Электроэнергия                                                             | --                             | 5707    | 10623  | 4916           | 13397                               | 2929             | 220       | 10247          |
| Теплоэнергия                                                               | --                             | --      | --     | --             | 2267                                | 321              | --        | 1946           |
| Производные газов                                                          | --                             | --      | --     | --             | 12                                  | --               | --        | 12             |
| Природный газ                                                              | 14747                          | 2422    | 11049  | 23361          | 10709                               | 3952             | 28        | 6729           |
| Невозобновляемые отходы                                                    | 116                            | --      | --     | 116            | 116                                 | 116              | --        | --             |
| Ядерное тепло                                                              | --                             | --      | --     | --             | --                                  | --               | --        | --             |
| Сырая нефть и нефтепродукты (без биотоплива)                               | 7065                           | 19673   | 46186  | 32210          | 26785                               | 2740             | 19806     | 4238           |
| Сланец и битуминозный песок                                                | --                             | --      | --     | --             | --                                  | --               | --        | --             |
| Торф и продукты из торфа                                                   | --                             | --      | --     | --             | --                                  | --               | --        | --             |
| Возобновляемые и биотопливо                                                | 22091                          | 2503    | 319    | 19898          | 12075                               | 378              | 221       | 11476          |
| Твердое органическое топливо                                               | --                             | --      | 5753   | 5772           | 1019                                | 977              | --        | 43             |
| Всего                                                                      | 44019                          | 30305   | 73930  | 86273          | 66381                               | 11413            | 20276     | 34692          |
| Доля электроэнергии                                                        | --                             | 18,83%  | 14,37% | 5,70%          | 20,18%                              | 25,66%           | 1,09%     | 29,54%         |

Страна является нетто-импортером электроэнергии. Электроэнергетический  комплекс Хорватии на конец 2019 года (данные Eurostat на  27 января и 3 февраля  2021 года)  характеризуется следующими показателями: Установленная мощность электростанций - 4712 МВт. Производство электроэнергии-брутто - 12760 млн. кВт∙ч. Структура этих показателей на конец 2019 года иллюстрируется соответствующими диаграммами:

EES EAEC. Структура установленной мощности генерирующих источников Хорватии за 2019 год, проценты

EES EAEC. Структура производства электроэнергии-брутто в Хорватии за 2019 год, проценты

## Промышленность
Хорватский промышленный сектор интенсивно изменяется, как и вся экономика Хорватии. Полномасштабные эффекты и стратегически продуманное реструктурирование этого сектора очевидно во многих областях. А именно: приватизация, укрепление экспорта на западных рынках, развитие новых изделий и применение новшеств к существующим изделиям и производственным процессам, увеличение уровня и стандартов качества, создание условий для защиты окружающей среды, достижение эффективности стоимости и т. д.
В настоящее время промышленность составляет приблизительно 20 % ВВП Хорватии, который приближается к уровню Европейского союза. Промышленные товары составляют 97 % всего экспорта Хорватии.
Основные отрасли промышленности Хорватии:
- Фармацевтическая промышленность. Ведущей фармацевтической компанией Хорватии является Pliva (по объемам продаж она также занимает первое место в Центральной и Восточной Европе). Акции компании котируются на Лондонской фондовой бирже. В декабре 2000г. Pliva приобрела Pharmascience UK, в собственности которой находится компания Dominion Pharma. Pliva производит агрохимическую продукцию, косметику и предметы личной гигиены, продукты питания и напитки, а также медицинские и ветеринарные препараты.
- Химическая и нефтяная промышленности представлена компанией INA. INA - объединенная государственная компания, занимающаяся различными видами деятельности. INA является монополистом в газоснабжении и владеет двумя нефтеперерабатывающими заводами в стране (Риека и Сисак), а также разведывает нефтяные месторождения. INA обеспечивает из разрабатываемых ею месторождений в Анголе, Египте и России две трети потребностей народного хозяйства страны в сырой нефти. INA обеспечивает одну треть потребностей в природном газе.
- Тяжелая промышленность включает металлургические и сталепрокатные предприятия, машиностроительные заводы, гидроэлектростанции, судостроительные верфи, заводы по производству цемента и железобетонных изделий.
- Автомобильная промышленность Хорватии

## Торговля
Почти 50 % хорватских экономических объектов участвуют в дистрибутивной торговле. Эта деятельность использует 15 % всей рабочей силы и производит приблизительно 10 % хорватского ВВП, который делает эту область чрезвычайно важной для всей экономики страны. Общий доход, достигнутый этой отраслью в 1998 году, насчитывал 19 млрд долл.

### Внешняя торговля
В 2017 году объём экспорта Хорватии составил 8,16 млрд долл. США, импорта - 14,5 млрд долл. США, отрицательное сальдо внешней торговли: 6,35 млрд долл. США.
Главные экспортные товары: медикаменты и лекарства, нефтепродукты, машины и оборудование, запчасти, продукция сельского хозяйства (в т.ч. сигареты и алкогольная продукция); главные покупатели: Германия (1,33 млрд долл. США), Италия (1,08 млрд долл. США), Словения (0,817 млрд долл. США), Босния и Герцеговина (0,744 млрд долл. США) и Австрия (0,559 млрд долл. США)
Главные импортные товары: автомобили, нефтепродукты, медикаменты, машины и оборудование, уголь, потребительские товары; главные поставщики:  Германия (2,85 млрд долл. США), Италия (2 млрд долл. США), Словения (1,36 млрд долл. США), Венгрия (0,936 млрд долл. США) и Австрия (0,901 млрд долл. США)

## Доходы населения
Индекс Кейтца (соотношение между минимальной и средней заработной платы в стране) в Хорватии по состоянию на 2018 год (средняя 8420 кун и минимальная 3439 кун) составляет около 40,8 %. С 1 января 2020 года минимальный размер оплаты труда составляет 4062,51 кун, 543,35 евро (брутто), и 3250,01 кун, 434,68 евро (нетто). С 1 января 2021 года минимальный размер оплаты труда составляет 4250 кун, 562,04 евро (брутто), и 3400 кун, 449,44 евро (нетто). С 1 января 2022 года минимальный размер оплаты труда составляет 4687,50 кун, 623,42 евро (брутто), и 3750 кун, 499,22 евро (нетто), индекс Кейтса составляет 48,78 %. С 1 января 2023 года минимальный размер оплаты труда составляет 700 евро (брутто), и 560 евро (нетто). По данным Министерства труда Хорватии, в октябре 2023 года около 21 000 жителей Хорватии получали минимальную заработную плату, а в общей сложности 96 650 человек получали заработную плату ниже 800 евро. С 1 января 2024 года минимальный размер оплаты труда составляет 840 евро (брутто), и 677 евро (нетто). С 1 января 2025 года минимальный размер оплаты труда составляет 970 евро (брутто), и 750 евро (нетто). По состоянию на май 2025 года средний размер оплаты труда в Хорватии составлял 2019 евро (брутто) и 1451 евро (нетто).